# Ma Lung
Ma Lung (čínsky pchin-jinem Mǎ Lóng, znaky tradiční 馬龍; * 20. října 1988) je přední čínský stolní tenista a dlouhodobá světová jednička podle rankingu ITTF. V říjnu roku 2023 byl na žebříčku ITTF třetí na světě.
Hraje pravou rukou a používá evropský (shakehand) způsob držení pálky. Jedná se o ofenzivního hráče s vynikajícím pohybem, který preferuje tvrdé topspinové údery krátce po začátku výměny především z forhendové strany. Je držitelem několika zlatých medailí ze světových šampionátů jak ve dvouhře, čtyřhře, i v družstvech. 11. srpna 2016 vybojoval v Riu zlatou olympijskou medaili ve dvouhře, když ve finále porazil svého krajana Čanga Ťi-kche 4:0 na sety. V Tokiu v roce 2021, jako první stolní tenista historie, obhájil olympijské zlato ve dvouhře, když porazil svého krajana a nasazenou jedničku Fan Čen-tunga 4:2 na sety.